# В'єтнам на Олімпійських іграх
В'єтнам уперше взяв участь в Олімпійських іграх 1952 як Держава В'єтнам. Після розколу країни на дві частини з 1956 по 1972 рік на Олімпіадах була представлена тільки Республіка В'єтнам, тобто Південний В'єтнам. З 1980 року в'єтнамські спортсмени представляють свою країну під прапором Соціалістичної Республіки В'єтнам. В'єтнам ніколи не брав участі в зимових Іграх.
НОК В'єтнаму засновано 1976 і визнано 1979 року.   

## Медалісти
| Медаль | Спортсмени     | Ігри        | Вид спорту     | Дисципліна                  |
| ------ | -------------- | ----------- | -------------- | --------------------------- |
| Срібло | Тран Х'єу Нган | Сідней 2000 | Тхеквондо      | до 57 кг, жінки             |
| Срібло | Хоанг Ан Туан  | Пекін 2008  | Важка атлетика | до 56 кг, чоловіки          |
| Золото | Хоанг Суан Він | Ріо 2016    | стрільба       | пневматичний пістолет, 10 м |
| Срібло | Хоанг Суан Він | Ріо 2016    | стрільба       | пістолет, 50 м              |

### Медалі за видами спорту
| Вид спорту     | Золото | Срібло | Бронза | Загалом |
| Стрільба       | 1      | 1      | 0      | 2       |
| Тхеквондо      | 0      | 1      | 0      | 1       |
| Важка атлетика | 0      | 1      | 0      | 1       |
| Усього         | 1      | 3      | 0      | 4       |